# Ivan Andrić
Ivan Andrić (en serbe cyrillique : Иван Андрић ; né le 1er octobre 1974) est un homme politique serbe. Il est président adjoint et conseiller politique du Parti libéral-démocrate (LDP) et député à l'Assemblée nationale de la République de Serbie.

## Parcours
Lors des manifestations de 1996-1997 contre Slobodan Milošević, Ivan Andrić fait partie de l'Équipe créative de la protestation estudiantine (Kreativni timi studentskog protesta) et, en 1998, il participe à la Campagne contre la guerre visant à prévenir le conflit du Kosovo ; la même année, il est l'un des fondateurs du mouvement Otpor. En 2000, il devient membre de l'Opposition démocratique de Serbie (DOS) et, de 2000 à 2003, il est député du DOS à l'Assemblée nationale de la République de Serbie ; à partir de cette date, il obtient des responsabilités de plus en plus importantes au sein de l'Alliance civique de Serbie (GSS), dont il devient président adjoint en 2004.
Aux élections législatives du 21 janvier 2007, il figure sur la liste de la coalition formée par le Parti libéral démocrate (LDP) de Čedomir Jovanović, qui, en plus de l'Alliance civique de Serbie, compte la Ligue des sociaux-démocrates de Voïvodine et l’Union sociale-démocrate. La coalition remporte 5,31 % des suffrages et obtient 15 sièges sur 250 à l'Assemblée nationale, ce qui vaut à Ivan Andrić, membre du GSS, d'être élu député,. Il devient alors membre de la présidence et du conseil politique du LPD.
Aux élections législatives anticipées de 2008, le LPD s’associe avec le Parti démocrate-chrétien de Serbie de Vladan Batić et présente une liste de 250 candidats. Il obtient 216 902 voix, soit 5,24 % des suffrages et envoie 13 représentants à l'Assemblée parmi lesquels figure Ivan Andrić,.
Aux élections législatives de 2012, Čedomir Jovanović, le président du LDP, forme la coalition politique Preokret,, qui obtient 6,53 % des suffrages et 19 députés, ce qui vaut à Ivan Andrić d'être élu une nouvelle fois à l'Assemblée.
À l'assemblée, il est toujours inscrit au groupe parlementaire du LDP et participe aux travaux de la Commission des affaires étrangères et à ceux de la Commission de l'intégration européenne ; en tant que suppléant, il participe aussi à ceux de la Commission des finances, du budget de l'État et du contrôle des dépenses publiques et de la Commission de contrôle des services de sécurité.